# Liste der Baudenkmäler in Niederkrüchten
Die Liste der Baudenkmäler in Niederkrüchten enthält die denkmalgeschützten Bauwerke auf dem Gebiet der Gemeinde Niederkrüchten im Kreis Viersen in Nordrhein-Westfalen (Stand: Juni 2021). Diese Baudenkmäler sind in der Denkmalliste der Gemeinde Niederkrüchten eingetragen; Grundlage für die Aufnahme ist das Denkmalschutzgesetz Nordrhein-Westfalen (DSchG NRW).

| Bild                                                                     | Bezeichnung                                                              | Lage                                                    | Beschreibung | Bauzeit                | Eingetragen seit   | Denkmal- nummer |
| ------------------------------------------------------------------------ | ------------------------------------------------------------------------ | ------------------------------------------------------- | --- | ---------------------- | ------------------ | --------------- |
| Forsthaus Ritzrode                                                       | Forsthaus Ritzrode                                                       | Niederkrüchten Aachener Straße 42 Karte                 | Das zweigeschossige Fachwerkhaus in 5 Achsen mit anschließendem Scheunentrakt mit Schleppdach wurde um das Jahr 1850 errichtet. Frühere Nutzung: Forsthaus. An der Erhaltung und Nutzung des Hauses besteht aus volkskundlichen Gründen ein öffentliches Interesse. | 1850                   | 16. Juli 1987      | 8               |
| Wohnhaus                                                                 | Wohnhaus                                                                 | Heyen Am Ertekamp 5 Karte                               | Das Gebäude ist ein 1839 erbautes zweigeschossiges Backsteinhaus mit rückwärtigem Wirtschaftsgebäude, das weitgehend erhalten ist. Die Hofanlage ist ein Zeugnis für die Geschichte der Umgebung von Niederkrüchten und für die landesübliche gehobene Bauweise in der ersten Hälfte des 19. Jahrhunderts. Erhaltung und Nutzung liegen aus volkskundlich und wissenschaftlichen Gründen im öffentlichen Interesse. | 1839                   | 17. März 1982      | 1               |
| Wohnstallhaus nebst Fachwerkscheune                                      | Wohnstallhaus nebst Fachwerkscheune                                      | Heyen Am Ertekamp 7 a Karte                             | Die Hofanlage Am Ertekamp 7 A ist Teil einer kleinen Ansiedlung, die sich am Rande einer zum Tal des Elmpter Bachs geöffneten Talung hinzieht und damit einer alten landschaftstypischen Siedlungsform entspricht. Sie besteht aus einem ehemaligen Wohnstallhaus und einer dem Stallgiebel vorgelagerten quergestellten Scheune; diese Anordnung ist gleichfalls typisch für die vor dem 19. Jahrhundert entstandenen Hofanlagen der Gegend, aber nicht mehr häufig erhalten. Das heutige Erscheinungsbild des Wohnstallhauses wird durch einen Umbau des späten 19./frühen 20. Jahrhunderts bestimmt. An den Giebelseiten ist jedoch deutlich abzulesen, dass zu dieser Zeit ein Haus des 18. Jahrhunderts durch Aufhöhen der Traufseite erweitert wurde. Die Fenster- und Türöffnungen dieser vorhergehenden Bauphase sind in den Giebelseiten erhalten oder zumindest noch erkennbar. Das Innere wird durch ein Ständerwerk bestimmt, das von einem noch älteren Fachwerkhaus stammt; dies zeigt sich besonders deutlich am Stallgiebel, wo die Mauer des 18. Jahrhunderts abgesetzt vor der ehemaligen Fachwerkgiebelwand steht. Möglicherweise gleichzeitig mit der ältesten Bausubstanz des Wohnstallhauses ist das Ständerwerk der Scheune, bei dem darüber hinaus noch einige der alten Ausfachungen erhalten sind. Spätere Veränderungen sind die Ummauerung der Scheune – der aber möglicherweise die Erhaltung der alten Substanz zu verdanken ist – sowie im Wohnstallhaus in jüngster Zeit der Austausch der Fenster und der Verlust des alten Kaminblocks. Die dadurch gegebenen Beeinträchtigungen heben aber den Denkmalwert nicht auf. Die Hofanlage ist bedeutend für - die Geschichte des Menschen, weil sie vom bäuerlichen Leben und Bauen Zeugnis abgelegt und dessen Kontinuität über eine Zeit von fast drei Jahrhunderten anschaulich macht, - Städte und Siedlungen, weil sie zusammen mit weiteren denkmalwerten Gebäuden in der Nachbarschaft Alter und Umfang der Ansiedlung in ihrer typischen Lage am Rande einer kleinen Talung verdeutlicht. Für die Erhaltung und Nutzung liegen - wissenschaftliche Gründe vor, weil die Hofanlage Dokument der Siedlungsgeschichte ist und in ihrer Substanz ein anschauliches Beispiel der ländlichen Bauweise am Niederrhein und ihrer Entwicklung vom 17./18. bis zum 20. Jahrhundert darstellt, - volkskundliche Gründe vor, weil die in ihren wesentlichen Bauteilen noch vollständige Hofanlage ein beredtes und selten gewordenes Zeugnis bäuerlichen Lebens bis zur Schwelle des 20. Jahrhunderts ist, - städtebauliche Gründe vor, weil der Hofanlage in Verbindung mit dem unter Denkmalschutz stehenden Nachbargebäude. Am Ertekamp 5 ein unverwechselbarer historischer Gestaltswert für diesen dörflich geprägten Straßenzug zukommt. Somit steht fest, dass ein öffentliches Interesse an der Erhaltung und Nutzung des Baudenkmals besteht; die Tatbestandsvoraussetzungen des § 2 Abs. 1 und 2 DSchG liegen vor. | 19. und 20. Jh.        | 16. Mai 1994       | 61              |
| Hochkreuz Elmpt                                                          | Hochkreuz Elmpt                                                          | Elmpt Am Friedhof/Halender Feld Karte                   | Über einer quadratischen Bodenplatte erhebt sich ein Sockel mit abgeschrägten Ecken und neugotischen Formen, der in einem runden Aufbau endet. Darauf steht ein steinernes Kleeblattkreuz in lateinischer Form mit steinernem Christuskorpus. Aufstellt in der Blickachse ist das Kreuz für die Gestaltung des Friedhofs wichtig. Das Hochkreuz ist ein Zeugnis für die Geschichte des Ortes Elmpt. Erhaltung und Nutzung liegen daher gemäß § 2 (1) des Gesetzes zum Schutz und zur Pflege der Denkmäler im Land Nordrhein-Westfalen (Denkmalschutzgesetz – DSchG) vom 11. März 1980 (SGV. NRW 224) in der z. Zt. geltenden Fassung aus orts- und kunstgeschichtlichen Gründen im öffentlichen Interesse. | unbekannt              | 15. Dezember 1993  | 60              |
| Grabstein Kaplan Johann Straaten                                         | Grabstein Kaplan Johann Straaten                                         | Elmpt Am Friedhof / Halender Feld Karte                 | Neugotisches, reich verziertes Kreuz mit Christuskorpus auf einem Sockel mit Inschriftenplatte. Der Grabstein ist ein Zeugnis für die Geschichte des Ortes Elmpt. Erhaltung und Nutzung liegen daher aus orts- und kunstgeschichtlichen Gründen im öffentlichen Interesse. | 1872                   | 21. Juli 1993      | 48              |
| Grabplatte Pfarrer Augusti Olbertz                                       | Grabplatte Pfarrer Augusti Olbertz                                       | Elmpt Am Friedhof / Halender Feld Karte                 | Die Deckplatte ist im oberen Drittel aufwändig graviert. Die Grabplatte ist ein Zeugnis für die Geschichte des Ortes Elmpt. Erhaltung und Nutzung liegen daher aus ortsgeschichtlichen Gründen im öffentlichen Interesse. | 1920                   | 21. Juli 1993      | 45              |
| Grabplatte Pfarrer Joh. Sru. Kayser                                      | Grabplatte Pfarrer Joh. Sru. Kayser                                      | Elmpt Am Friedhof/Halender Feld Karte                   | Grabplatte mit umlaufendem Schriftband und Vierpässen an den Ecken; am Kopf der Platte christliche Symbole. Die Grabplatte ist ein Zeugnis für die Geschichte des Ortes Elmpt. Erhaltung und Nutzung liegen daher aus ortsgeschichtlichen Gründen im öffentlichen Interesse. | 1863                   | 21. Juli 1993      | 52              |
| Grabstein                                                                | Grabstein                                                                | Elmpt Am Friedhof/Halender Feld Karte                   | Steinkreuz von 1599 mit Totenkopf. Das Kreuz ist versehen mit der Inschrift „MEMENTO MORI ANO 1599 DEN 26 AUGUSTI STRAF LUTTER DES BARTHEINE SOHN“. Der Grabstein ist ein Zeugnis für die Geschichte des Ortes Elmpt. Erhaltung und Nutzung liegen daher aus ortsgeschichtlichen Gründen im öffentlichen Interesse. | 1599                   | 21. Juli 1993      | 49              |
| Grabstein Pfarrer Jakob Coenen                                           | Grabstein Pfarrer Jakob Coenen                                           | Elmpt Am Friedhof/Halender Feld Karte                   | Schlichter Stein durch einen flachen Giebel bekrönt. Der Grabstein ist ein Zeugnis für die Geschichte des Ortes Elmpt. Erhaltung und Nutzung liegen daher aus ortsgeschichtlichen Gründen im öffentlichen Interesse. | 1947                   | 21. Juli 1993      | 46              |
| Grabstein Kaplan Hengstenbeck                                            | Grabstein Kaplan Hengstenbeck                                            | Elmpt Am Friedhof / Halender Feld Karte                 | Neugotisches Kleeblatt-Kreuz aus Gusseisen mit Christus-Korpus auf einem Sockel mit Deckplatte. Der Grabstein ist ein Zeugnis für die Geschichte des Ortes Elmpt. Erhaltung und Nutzung liegen daher aus ortsgeschichtlichen Gründen im öffentlichen Interesse. | 1879                   | 21. Juli 1993      | 50              |
| Grabplatte Pfarrer Heinrich Hubert Heinrichs                             | Grabplatte Pfarrer Heinrich Hubert Heinrichs                             | Elmpt Am Friedhof / Halender Feld Karte                 | Grabplatte mit christlicher Symbolik. Die Grabplatte ist ein Zeugnis für die Geschichte des Ortes Elmpt. Erhaltung und Nutzung liegen daher aus ortsgeschichtlichen Gründen im öffentlichen Interesse. | 1877                   | 21. Juli 1993      | 51              |
| Grabstelle Christenserschwestern                                         | Grabstelle Christenserschwestern                                         | Elmpt Am Friedhof / Halender Feld Karte                 | Die Grabstelle ist in einer Art Trümmerarchitektur gehalten. Als letzte Erinnerung an die Christenserschwestern, die das Altenheim in Elmpt gründeten, zeigt sie einen Aspekt der Ortsgeschichte sinnbildlich auf, der sonst nicht mehr – außer in schriftlichen Quellen – erfahrbar ist. Die Grabstelle ist ein Zeugnis für die Geschichte des Ortes Elmpt. Erhaltung und Nutzung liegen daher aus ortsgeschichtlichen Gründen im öffentlichen Interesse. | unbekannt              | 21. Juli 1993      | 47              |
| Wegekreuz                                                                | Wegekreuz                                                                | Elmpt An der Beek / Mönchengladbacher Straße Karte      | Ende des 19. Jahrhunderts erbautes Wegekreuz, Sandstein, verputzt, neugotische Schmuckformen, Inschrifttafel. Das Wegekreuz ist ein Zeugnis für die Geschichte des Ortes. Erhaltung und Nutzung liegen daher aus volkskundlichen und städtebaulichen Gründen im öffentlichen Interesse. | Ende des 19. Jh.       | 13. Mai 1987       | 9               |
| Wohnhaus mit Scheunentrakt                                               | Wohnhaus mit Scheunentrakt                                               | Elmpt An der Beek 74 Karte                              | Um 18. Jahrhundert erbaute ehemalige Backstein-Scheune, heute mit Wohnhaus, eingeschossig mit Toreinfahrt und vorkragendem Krüppelwalmdach; Türe und Fenster später verändert. Das Gebäude ist ein Zeugnis für die Geschichte des Ortes. Erhaltung und Nutzung liegen daher aus volkskundlichen Gründen im öffentlichen Interesse. | 18. Jh.                | 13. Mai 1987       | 11              |
| Kapelle St. Marien an der Heiden                                         | Kapelle St. Marien an der Heiden                                         | Overhetfeld An der Heiden 2 Karte                       | Vor 1703/1734 erbauter kleiner Saalbau aus Backstein mit segmentförmigem Chorschluss (1734), Dachreiter und Rokoko-Gestühl. Die Kapelle ist ein Zeugnis für das Ortsbild des alten Ortskerns von Overhetfeld. Erhaltung und Nutzung liegen daher aus volkskundlichen, künstlerischen und städtebaulichen Gründen im öffentlichen Interesse. | 1703, 1734             | 15. Juli 1987      | 19              |
| Wohnhaus, Hintergebäude, hist. Gartenmauer                               | Wohnhaus, Hintergebäude, hist. Gartenmauer                               | Niederkrüchten An der Kirche 6 Karte                    | Das Gebäude An der Kirche 6 ist Bestandteil der historischen Bebauung an der Kirche auf dem Kirchhügel im Ortskern von Niederkrüchten. Errichtet wurde es nach örtlicher Überlieferung um 1905 als Wohnhaus für einen Kirchenangestellten. Es handelt sich um ein zweigeschossiges Backsteingebäude mit Satteldach, an dem sich rückwärtig ein anderthalbgeschossiges Hintergebäude anschließt. Das Wohnhaus ist mit seiner vier Achsen breiten Fassade traufständig zum Ort hin gerichtet, sein linker Giebel, das Hintergebäude und die anschließende Gartenmauer begleiten den zur Kirche hoch bzw. an ihr vorbeiführenden Fußweg. An der Fassade des Hauses betonen schmale „Deutsches Band“ Friese Geschoss- und Trauflinie, flache Ecklisenen die Gebäudekanten. Die hochrechteckigen segmentbogigen Fenster sind über Fensterbänken in die Wand eingeschnitten, der Hauseingang in der zweiten Achse von rechts ist durch Putzrahmung zusätzlich akzentuiert. Links des Eingangs wurde in der 2. Hälfte des 20. Jh. ein Schaufenster eingebrochen. Der rechten Giebelseite ist eine Mauerschale vorgesetzt, der linke Giebel zeigt noch den originalen treppenartig steigendem Ortgangfries. Auf der Rückseite tritt das Treppenhaus als Risalit unter abgeschlepptem Dach hervor, das angebaute Wirtschaftsgebäude mit hohem Drempel und Satteldach nimmt etwa die Hälfte der Vorderhausbreite auf. Das Gartengrundstück bezieht heute einen Teil des ehem. Nachbargrundstücks mit ein, auf dem sich noch ein alter Keller eines untergegangenen Gebäudes befindet. Im Inneren des Wohnhauses hat sich die wandfeste Ausstattung der Bauzeit weitgehend erhalten. Durch die alte Haustür mit Oberlicht betritt man einen nach hinten durchlaufenden Flur, von dem aus rechts und links jeweils zwei Räume erschlossen sind. Der Flurboden und die ehem. Küche hinten rechts sind mit Ornamentfliesen ausgelegt, die Decke ist im Flur sowie in den beiden nach links liegenden ehem. Wohnzimmern mit Kehl- und Rosettenstuck versehen. Holztüren und -gewände der Zimmer sind ebenfalls erhalten. Durch einen Rundbogen über Pilastern ist das etwas breitere Treppenhaus in der hinteren Gebäudehälfte (mit Buntverglasung nach hinten) abgesetzt, mit originaler Holztreppe, gerade zweiläufig mit Wendepodest, mit gedrechselten Geländerstäben und kandelaberartigem Antrittspfosten. Im Obergeschoss sind der im Wesentlichen gleichartige Grundriss und die Dielenböden erhalten. Das Gebäude An der Kirche 6 ist ein außen und vor allem auch innen im Wesentlichen ursprünglich erhaltenes Wohnhaus mit Hintergebäude vom Anfang des 20. Jahrhunderts. Die beiden einzigen nennenswerten Eingriffe – Schaufenster und vorgesetzte rechte Giebelwand – werden als nicht erheblich für den dichten und anschaulichen Gesamteindruck bewertet. Von besonderer Bedeutung ist seine städtebauliche Qualität, die aus seiner Lage am Fuße der Kirche einerseits, oberhalb des Ortes andererseits resultiert. Nicht von ungefähr ist es daher auch immer wieder auf historischen Fotografien und Postkarten aus Niederkrüchten abgebildet, als Teil einer Häuserstaffelung von der Mittelstraße aus über das ehem. „Braune Haus“ nach oben zur Kirche. Seine durch Backsteinmauern bezeichneten Grundstücksgrenzen sowie die Baukörper von Wohn- und Wirtschaftsgebäude bilden zudem prägnante Raumkanten im baulichen Gefüge am Kirchhügel, dem wichtigsten und anschaulichsten historischen Gebäude- und Raumensemble im Ortskern, dessen Bewahrung ein vordringliches Anliegen bestandsorientierter Stadtentwicklung darstellen könnte. Aus den beschriebenen Gründen ist das Anwesen An der Kirche 6 bedeutend für Niederkrüchten. Aufgrund seiner äußerst prominenten Lage und der damit einhergehenden raumprägenden Wirkung liegen Erhaltung und Nutzung von Wohn- und Hintergebäude samt den das Grundstück begrenzenden historischen Gartenmauern aus städtebaulichen Gründen im öffentlichen Interesse. Hinzu kommen wissenschaftliche, hier architekturgeschichtliche Gründe, wegen der anschaulichen Dichte überlieferter Architektur und Ausstattung der Bauzeit. Das Gebäude An der Kirche 6 (Wohnhaus, Hintergebäude, hist. Gartenmauern) in Niederkrüchten ist ein Baudenkmal im Sinne des § 2 (1) Denkmalschutzgesetz NRW. Es ist bedeutend für Niederkrüchten. An seiner Erhaltung und Nutzung besteht aus städtebaulichen sowie aus wissenschaftlichen, hier architekturgeschichtlichen Gründen ein öffentliches Interesse. | 1905                   | 7. Juni 2005       | 69              |
| Wegekreuz                                                                | Wegekreuz                                                                | Elmpt An der Wae / Alter Kirchweg Karte                 | Ende des 19. Jh., Anfang 20. Jh. erbautes Wegekreuz. Sandsteinkreuz mit einem Metallkorpus, gestufter Sockel mit Inschriftentafel. Unter der Tafel befindet sich eine kleine Konsole. Das Wegekreuz ist ein Zeugnis für die Geschichte des Ortes. Erhaltung und Nutzung liegen aus volkskundlichen und städtebaulichen Gründen im öffentlichen Interesse. | Ende des 19. Jh.       | 17. Dezember 1987  | 30              |
| St. Anna Kapelle                                                         | St. Anna Kapelle                                                         | Birth Annastraße Karte                                  | 1840 erbaute 1-schiffige Backsteinkapelle mit 3-seitigem Chorschluss, Schweifgiebel über der Tür. Dachreiter; datiert auf Inschrifttafel über der Tür. Die Kapelle ist ein Zeugnis für die Geschichte des Ortes. Erhaltung und Nutzung liegen daher aus volkskundlichen und städtebaulichen Gründen im öffentlichen Interesse. | 1840                   | 15. Juli 1987      | 24              |
| St. Lucia Kapelle                                                        | St. Lucia Kapelle                                                        | Laar Borner Straße Karte                                | Im 18. Jh. erbauter kleiner, oktogonaler Bau mit barocker Haube, verputzt, datiert auf Inschrifttafel über der Tür. Die Kapelle ist ein Zeugnis für die Geschichte des Ortes. Erhaltung und Nutzung liegen daher aus volkskundlichen und städtebaulichen Gründen im öffentlichen Interesse. | 18. Jh.                | 15. Juli 1987      | 25              |
| Wegekapelle                                                              | Wegekapelle                                                              | Boscherhausen Karte                                     | Ein 1730 erbauter 1-schiffiger Backsteinbau mit Rauputz (um 1910), Satteldach mit Dachreiter, Jahreszahl im Giebel über dem Eingang. Die Wegekapelle ist ein Zeugnis für die Geschichte des Ortes. Erhaltung und Nutzung liegen daher aus volkskundlichen und städtebaulichen Gründen im öffentlichen Interesse. | 1730                   | 15. Juli 1987      | 28              |
| Wohnhaus nebst Mühlentrakt Dilborner Mühle                               | Wohnhaus nebst Mühlentrakt Dilborner Mühle                               | Overhetfeld Dilborner Straße 133 Karte                  | Es handelt sich um einen Anfang bis Mitte des 19. Jh. erbauten zweigeschossigen Backsteinbau mit Mezzaningeschoss. Das Wohnhaus ist in den meisten Räumen mit Kölner Decken ausgestattet. Nur die Räume im Obergeschoss, die an den Mühlentrakt grenzen, besitzen keine Kölner Decken. Von der Treppe aus zugänglich ist eine Opkammer, die an der hinteren linken Seite des Wohntraktes liegt. Die Raumaufteilung ist original erhalten. Der Mühlentrakt ist wohl der ältere Teil des Backsteinbaus, in 4 Achsen mit klassizistischer Eingangstür mit Blausteingewände. Der Mühlentrakt ist tiefer in den Hofraum hineingezogen. Er ist in einem sehr guten Zustand. Das gesamte dreizügige Mahlwerk ist vollständig erhalten, ebenso das Getriebe und die Nebengeräte. Die Stützsäulen und der gesamte Aufbau ähneln dem der Clörather Mühle. Der Dachstuhl über den beiden Gebäuden ist original erhalten. Im Dachraum sind auch die Reste zweier Kaminblöcke erhalten. Das Wohnhaus nebst Mühlentrakt ist ein Zeugnis für die Orts- und Siedlungsgeschichte sowie für die Geschichte des Menschen. Erhaltung und Nutzung liegen daher aus wissenschaftlichen, volkskundlichen und städtebaulichen Gründen im öffentlichen Interesse. | Mitte des 19. Jh.      | 19. Juni 1991      | 38              |
| Wegekreuz                                                                | Wegekreuz                                                                | Overhetfeld Dorfstraße Karte                            | 1889 erbautes Wegekreuz, Sandstein verputzt, der Sockel mit neugotischen Formen, das Kreuz mit Metallkorpus. Das Wegekreuz ist ein Zeugnis für die Geschichte des Ortes. Erhaltung und Nutzung liegen daher aus volkskundlichen und städtebaulichen Gründen im öffentlichen Interesse. | 1889                   | 15. Juli 1987      | 15              |
| weitere Bilder                                                           | Kath. Pfarrkirche St. Bartholomäus                                       | Niederkrüchten Dr.-Lindemann-Straße Karte               | 1485, 1604, Ende 1909 erbaute 3-schiffige Backstein-Hallenkirche mit polygonalem Chor und Dachteiler (1909); der vordere Teil eine ehemalige 3-schiffige Backsteinbasilika mit Sterngewölbe und 5/8 Chorschluss und vorgesetztem Westturm (1604); heute zu einem Kirchgebäude zusammengeschlossen; Jahreszahl 1481 im Gewölbe und Jahreszahl 1909 in Ankersplinten am linken Seitenschiff, der Trakt von 1909 rau verputzt; in die Chormauer eingelassene Blaustein-Grabsteine des 17. Jh.; Barockausstattung teilweise erhalten; Außenbau im 20. Jh. überarbeitet. Das Gebäude ist ein Zeugnis für das Ortsbild des alten Ortskerns von Niederkrüchten, Erhaltung und Nutzung liegen daher aus volkskundlichen, künstlerischen und städtebaulichen Gründen im öffentlichen Interesse. | 1485, 1604             | 15. Juli 1987      | 20              |
| Fassade, Ständerwerk, Kaminblock                                         | Fassade, Ständerwerk, Kaminblock                                         | Niederkrüchten Dr.-Lindemann-Straße 6 Karte             | Ende des 18. Jh. erbautes, eingeschossiges Gebäude in Backstein mit Holzgewände und Krüppelwalmdach. Der Denkmalwert des Gebäudes beschränkt sich auf die Fassade, das Ständerwerk, den erhaltenen Rest des Kaminblocks sowie die innere Konzeption. Das Wohnhaus ist ein Zeugnis für die Geschichte des Ortes. Erhaltung und Nutzung liegen daher aus volkskundlichen und städtebaulichen Gründen im öffentlichen Interesse. | Ende des 18. Jh.       | 6. Juli 1988       | 31              |
| Pfarrhaus                                                                | Pfarrhaus                                                                | Niederkrüchten Dr.-Lindemann-Straße 7 Karte             | 1768 erbautes Pfarrhaus aus Backstein, 2-geschossig in 5 Achsen, Walmdach, Tür und Fenster um 1900 verändert. Das Pfarrhaus ist ein Zeugnis für die Geschichte des Ortes Niederkrüchten. Erhaltung und Nutzung liegen daher aus volkskundlichen und städtebaulichen Gründen im öffentlichen Interesse. | 1768                   | 15. Juli 1987      | 23              |
| Grabstein August Barteld                                                 | Grabstein August Barteld                                                 | Niederkrüchten Friedhof alter Teil Karte                | Grabstein mit erhabener, von einer ornamentumfassenden Inschriftenplatte und floralen Schmuck. Sehr selten ist das Bildnis des Verstorbenen auf einer Emailleplatte. Der Grabstein ist ein Zeugnis für die Geschichte des Ortes Niederkrüchten. Die Erhaltung des Grabsteins liegt aus kunstgeschichtlichen Gründen im öffentlichen Interesse. | 1919                   | 11. Juni 1991      | 33              |
| Grabstein Oberpfarrer Dr. Lindemann                                      | Grabstein Oberpfarrer Dr. Lindemann                                      | Niederkrüchten Friedhof alter Teil Karte                | Auf einem stufenartig, sich verjüngenden Sockel mit aufgesetzter Inschriftenplatte befindet sich eine Christusfigur mit einem Lamm auf den Schultern. Der Grabstein ist ein Zeugnis für die Geschichte des Ortes Niederkrüchten. Die Erhaltung des Grabsteins liegt aus orts- und kunstgeschichtlichen Gründen im öffentlichen Interesse. | 1879                   | 12. Juni 1991      | 34              |
| Grabstein Oberpfarrer Josef Frühling                                     | Grabstein Oberpfarrer Josef Frühling                                     | Niederkrüchten Friedhof alter Teil Karte                | Schlichtes Kreuz auf einem stufenartig, sich verjüngenden Sockel mit Inschrift. Der Grabstein ist ein Zeugnis für die Geschichte des Ortes Niederkrüchten. Die Erhaltung des Grabsteins liegt aus orts- und kunstgeschichtlichen Gründen im öffentlichen Interesse. | 1907                   | 12. Juni 1991      | 35              |
| Grabstein Oberpfarrer Edmund Weger                                       | Grabstein Oberpfarrer Edmund Weger                                       | Niederkrüchten Friedhof alter Teil Karte                | Schlichtes Kreuz mit Heilsymbolen im Kreuzungsbereich der Balken. Der Grabstein ist ein Zeugnis für die Geschichte des Ortes Niederkrüchten. Die Erhaltung des Grabsteins liegt aus orts- und kunstgeschichtlichen Gründen im öffentlichen Interesse. | unbekannt              | 12. Juni 1991      | 36              |
| Grabstein Oberpfarrer Michael Dernen                                     | Grabstein Oberpfarrer Michael Dernen                                     | Niederkrüchten Friedhof alter Teil Karte                | Schlichtes Kreuz auf einem sich stufenförmig verjüngenden Sockel mit Inschrift. Auf dem Kreuz befindet sich im Kreuzungspunkt der Balken ein aufgesetztes Medaillon mit dem Relief des Kopfes Christi. Der Grabstein ist ein Zeugnis für die Geschichte des Ortes Niederkrüchten. Die Erhaltung des Grabsteins liegt aus orts- und kunstgeschichtlichen Gründen im öffentlichen Interesse. | 1900                   | 12. Juni 1991      | 37              |
| Hochkreuz Niederkrüchten                                                 | Hochkreuz Niederkrüchten                                                 | Niederkrüchten Friedhof alter Teil Karte                | Schlichtes Kreuz auf einem Sockel von 1862. In einer Blickachse aufgestellt ist das Kreuz ein wichtiger Punkt für die Gestaltung des Friedhofs. Das Hochkreuz ist ein Zeugnis für die Geschichte des Ortes Niederkrüchten. Erhaltung und Nutzung liegen daher gemäß § 2 (1) des Gesetzes zum Schutz und zur Pflege der Denkmäler im Land Nordrhein-Westfalen (Denkmalschutzgesetz – DSchG) vom 11. März 1980 (SGV. NRW 224) in der z. Zt. geltenden Fassung aus ortsgeschichtlichen Gründen im öffentlichen Interesse. | 1862                   | 15. Dezember 1993  | 59              |
| Grabstein „Joh. Chr. Brouwers“                                           | Grabstein „Joh. Chr. Brouwers“                                           | Niederkrüchten Friedhof alter Teil Karte                | Rechteckiger Stein mit Inschriftentafel auf einem Sockel mit dem Relief eines Blütenkranzes. Bemerkenswert ist die Inschrift „Der Erste, welcher auf diesem Kirchhof begraben worden ist. Seine Seele wird dem frommen Andenken im Gebete empfohlen“. Der Grabstein ist ein Zeugnis für die Geschichte des Ortes Niederkrüchten. Erhaltung und Nutzung liegen daher gemäß § 2 (1) des Gesetzes zum Schutz und zur Pflege der Denkmäler im Land Nordrhein-Westfalen (Denkmalschutzgesetz – DSchG) vom 11. März 1980 (SGV. NRW 224) in der zurzeit geltenden Fassung aus orts- und kunstgeschichtlichen Gründen im öffentlichen Interesse. | unbekannt              | 16. Mai 1994       | 62              |
| Grabstein Familie Roosen                                                 | Grabstein Familie Roosen                                                 | Niederkrüchten Friedhof alter Teil Karte                | Aufwändig gearbeitetes Kleeblattkreuz in neugotischer Form auf gestuftem Sockel mit giebelförmiger Deckplatte. Über der Inschriftentafel im Sockel befindet sich ein Blattfries. Der Grabstein ist ein Zeugnis für die Geschichte des Ortes Niederkrüchten. Erhaltung und Nutzung liegen daher gemäß § 2 (1) des Gesetzes zum Schutz und zur Pflege der Denkmäler im Land Nordrhein-Westfalen (Denkmalschutzgesetz – DSchG) vom 11. März 1980 (SGV. NRW 224) in der zurzeit geltenden Fassung aus orts- und kunstgeschichtlichen Gründen im öffentlichen Interesse. | 1866                   | 21. Juni 1994      | 63              |
| Grabstein Familie Vosdellen                                              | Grabstein Familie Vosdellen                                              | Niederkrüchten Friedhof alter Teil Karte                | Kleeblattkreuz auf dem gestuften Sockel, dem eine giebelartige Deckplatte aufliegt. Im Sockel befindet sich eine Inschriftentafel mit Lilien an den Ecken. Der Grabstein ist ein Zeugnis für die Geschichte des Ortes Niederkrüchten. Erhaltung und Nutzung liegen daher gemäß § 2 (1) des Gesetzes zum Schutz und zur Pflege der Denkmäler im Land Nordrhein-Westfalen (Denkmalschutzgesetz – DSchG) vom 11. März 1980 (SGV. NRW 224) in der zurzeit geltenden Fassung aus orts- und kunstgeschichtlichen Gründen im öffentlichen Interesse. | unbekannt              | 21. Juni 1994      | 64              |
| Grabstein Geerkens/Teven                                                 | Grabstein Geerkens/Teven                                                 | Niederkrüchten Friedhof alter Teil Karte                | Grabstein in Form zweier verbundener Rundbögen mit einem rechteckigen gestuften Aufsatz. Die Bögen sind mit Blumen bekrönt und sitzen auf Pilastern auf. Die so gebildeten Felder zeigen Dreipässe, in denen sich christliche Symbole befinden, darunter Inschriftentafel. Der Grabstein ist ein Zeugnis für die Geschichte des Ortes Niederkrüchten. Erhaltung und Nutzung liegen daher gemäß § 2 (1) des Gesetzes zum Schutz und zur Pflege der Denkmäler im Land Nordrhein-Westfalen (Denkmalschutzgesetz – DSchG) vom 11. März 1988 (SGV. NRW 224) in der z. Zt. geltenden Fassung aus orts- und kunstgeschichtlichen Gründen im öffentlichen Interesse. | unbekannt              | 26. Februar 1997   | 68              |
| Wegekreuz                                                                | Wegekreuz                                                                | Elmpt Hauptstraße/In der Furt Karte                     | 1925 erbautes Wegekreuz aus Werkstein. Der Sockel ist mit Inschrift und Datierung versehen. Auf dem Kreuz befindet sich ein Metallkorpus. Das Wegekreuz ist ein Zeugnis für die Geschichte des Ortes Elmpt. Erhaltung und Nutzung liegen daher gemäß § 2 (1) des Gesetzes zum Schutz und zur Pflege der Denkmäler im Land Nordrhein-Westfalen (Denkmalschutzgesetz – DSchG) vom 11. März 1980 (SGV. NRW 224) in der z. Zt. geltenden Fassung aus volks- und städtebaulichen Gründen im öffentlichen Interesse. Eintragungsergänzung: 1925 erbautes Wegekreuz aus Werkstein nebst Treppenanlage. Tag der Eintragungsergänzung: 8. November 2001. | 1925                   | 19. Juli 1994      | 65              |
| Wegekreuz                                                                | Wegekreuz                                                                | Elmpt Heinrichsstraße/Goethestraße Karte                | Sandstein, verputzt, neugotische Schmuckformen. Das Wegekreuz ist ein Zeugnis für die Geschichte des Ortes Elmpt. Erhaltung und Nutzung liegen daher aus volkskundlichen und städtebaulichen Gründen im öffentlichen Interesse. | unbekannt              | 21. Juli 1993      | 41              |
| Wohnhaus                                                                 | Wohnhaus                                                                 | Elmpt Heinrichsstraße 6 Karte                           | Haus Elmpt, Herrenhaus einer sonst verschwundenen Anlage. Das Gebäude stammt im Kern aus dem 15. Jahrhundert und wurde im 18. und 19. Jahrhundert mehrfach verändert. An Erhaltung und Nutzung besteht aus wissenschaftlichen sowie architektur- und ortsgeschichtlichen Gründen Interesse. | Kern aus dem 15. Jh.   | 20. April 1982     | 4               |
| Wohnhaus                                                                 | Wohnhaus                                                                 | Niederkrüchten Hochstraße 68 Karte                      | Bei dem o. g. Gebäude handelt es sich um eine für den Niederrhein typische Kate in Fachwerkständerkonstruktion mit massiven Außenmauern aus Backstein, die vermutlich im 18. Jahrhundert erbaut wurde. Den besonderen Wert gerade dieses Gebäudes macht die vollständige Erhaltung auch im Detail aus. So ist nicht nur das Ständerwerk weitestgehend vollständig, vorhanden ist auch noch der alte Kaminblock – ursprünglich anscheinend ein Doppelkamin – samt erheblichen Resten der Haube mit deren profiliertem Gesims. Trotz einiger Veränderungen des 19. Jahrhunderts im Äußeren – Zementputz, Fenster an der Straßenseite – sind noch etliche Fenster des 18. Jahrhunderts erhalten. Das Haus zeigt damit in wesentlichen Teilen noch den ursprünglichen Zustand in einer Art, wie sie sehr selten geworden ist. | 18. Jh.                | 12. November 1982  | 6               |
| St. Georgskapelle                                                        | St. Georgskapelle                                                        | Brempt Kahrstraße Karte                                 | Neuer Eintragungstext nach Fortschreibung 8. Januar 2010: Gemäß der kunsthistorischen Literatur wohl um 1500 durch die Herren von Brempt errichtete Kapelle. Einschiffiger Bau aus Feldbrandziegeln mit dreiseitigem Chorschluss, abgetreppten Strebepfeilern und achtseitigem offenen Dachreiter. Mit Blendarkaden verzierter Treppengiebel an der Eingangsfront, hinter der Uhr die Jahreszahl „1612“. Unter der Blendarkatur ein Kruzifixus in Stein unter Schutzdach. Innen der Saalraum von einer schlichten flachen Spiegeldecke überfangen. Bedeutende Ausstattungsstücke des 11.–18. Jahrhunderts erhalten: - Retabelaltar, um 1700; alte Farbfassung, mit zentralem Tafelbild des Hl. Georg zwischen Säulen. -Gestühl, 18. Jh., 14 Eichenbänke mit volutenartigen, kassettierten geschnitzten Wangen, 18. Jh.; tragbarer Beichtstuhl. - Kleiner Kruzifixus, Holz, um 1060/70. Fassung verloren. Vermtl. Kölner Herkunft (Typus des Gero-Kreuzes im Kölner Dom). Kreuz im 20. Jh. erneuert. - Hl. Barbara, Nussbaum-Holz, niederrh., um 1470/80, gut erhaltene Originalfassung. - Thronende Muttergottes mit Kind, maasländisch, Höhe ca. 98 cm, um 1500. - Hl. Josef, Holz, um 1700, lebensgroße Standfigur. - Georgsgruppe, Holz, spätgotisch. Die Georgskapelle ist bedeutend für Niederkrüchten. An der Erhaltung und Nutzung besteht aus wissenschaftlichen, hier architektur- und ortsgeschichtlichen Gründen sowie in Bezug auf die Ausstattung auch aus künstlerischen Gründen ein öffentliches Interesse. | 1500                   | 15. Juli 1987      | 26              |
| Wohnstallhaus                                                            | Wohnstallhaus                                                            | Brempt Kapellenstraße 14 Karte                          | In der 2. Hälfte des 18. Jh. erbautes Wohnstallhaus, giebelständig mit Krüppelwalmdach, teilweise Holzgewände und Ankersplinte. Das Wohnstallhaus ist in früherer Zeit verlängert worden, so dass ein ehemaliger Giebel in den Innenraum des Hauses gerückt ist. Kaminblock und Opkammer sind erhalten. Die parallel zum Wohnstallhaus vorhandene Scheune ist mit einem Torkeilstein mit der Jahreszahl 1767 versehen. Das Ständerwerk ist noch erhalten. Die Gebäude sind wichtige Zeugnisse für das Ortsbild des alten Ortskerns von Brempt. Erhaltung und Nutzung liegen daher aus volkskundlichen und städtebaulichen Gründen im öffentlichen Interesse. | 2. Hälfte 18. Jh.      | 11. Juni 1991      | 32              |
| Kath. Pfarrk. St. Martin mit Grabsteinen                                 | Kath. Pfarrk. St. Martin mit Grabsteinen                                 | Oberkrüchten Kirchstraße Karte                          | Gotisierender Backstein-Saalbau von 1860 mit 3-seitigem Chorschluss und vorgesetztem Westturm von 1903; Kreuzgratgewölbe; 1901–1903 im Außenbau neugotisch verändert, Jahreszahl 1903 im Portalkeilstein und im Pflasterboden, auf dem Kirchhof Grabsteine des 17.–20. Jh. Der Chor wurde im 15. Jh. erbaut, das Schiff im Jahr 1678 und der Turm wurde in der Zeit 1901–1903 errichtet. Die kath. Pfarrkirche sowie die Grabsteine sind wichtige Zeugnisse für das Ortsbild des alten Ortskerns. Erhaltung und Nutzung liegen daher aus volkskundlichen, künstlerischen und städtebaulichen Gründen im öffentlichen Interesse. | 1860                   | 15. Juli 1987      | 27              |
| Wohnhaus nebst Hofanlage                                                 | Wohnhaus nebst Hofanlage                                                 | Oberkrüchten Kirchstraße 1 Karte                        | In der 2. Hälfte des 19. Jahrhunderts erbaute vierflügelige Backstein-Hofanlage, die in ihrem äußeren Erscheinungsbild noch nahezu unverändert ist. Das neuere, südöstlich angebaute Stallgebäude ist lediglich in seiner äußeren Erscheinung schützenswert. Das Wohnhaus ist zweigeschossig in 5 : 3 Achsen mit Blausteintürgewände und Sohlbänken ausgeführt. Besonders bemerkenswert ist die Lage des Hofs in unmittelbarer Nähe zur Kirche. Das Wohnhaus nebst Hofanlage ist ein Zeugnis für das Ortsbild des alten Ortskerns von Oberkrüchten. Erhaltung und Nutzung liegen daher aus volkskundlichen und städtebaulichen Gründen im öffentlichen Interesse. | 2. Hälfte des 19. Jh.  | 26. September 1991 | 39              |
| weitere Bilder                                                           | Kath. Pfarrkirche, Grabsteine und Kreuzweg                               | Elmpt Laurentiusstraße Karte                            | Im 15. Jh. erbaute, um 1878 erneuerte 3-schiffige Hallenkirche mit Querschiff, polygonalem Chorschluss (1878) und vorgesetztem, quadratischem 4-geschossigen Westturm von 1611. Die Hallenkirche ist mit Backstein in neugotischen Schmuckformen ausgeführt. Teilweise sind alte Ausstattungsstücke erhalten. Im Kirchenbereich befinden sich Grabsteine aus Blaustein und Sandstein des 16. – 19. Jh. sowie Kreuzwegstationen. Die Pfarrkirche, Grabsteine und Kreuzwegstationen sind wichtige Zeugnisse für das Ortsbild des alten Ortskerns. Erhaltung und Nutzung liegen daher aus volkskundlichen, künstlerischen und städtebaulichen Gründen im öffentlichen Interesse. | 15. Jh.                | 15. Juli 1987      | 18              |
| Ehem. Pfarrhaus nebst Backsteinanbau                                     | Ehem. Pfarrhaus nebst Backsteinanbau                                     | Elmpt Laurentiusstraße 10 Karte                         | Ein in der zweiten Hälfte des 19. Jh. erbautes ehemaliges Pfarrhaus in Backstein mit historisierendem Dekor. Das heutige Wohnhaus ist zweigeschossig in 3 Achsen mit überhöhter Mittelachse ausgeführt. Nach Nord-West hin schließt ein eingeschossiger Backsteinbau mit Krüppelwalmdach an. Das ehemalige Pfarrhaus ist ein Zeugnis für die Geschichte des Ortes. Erhaltung und Nutzung liegen daher aus volkskundlichen und städtebaulichen Gründen im öffentlichen Interesse. | 2. Hälfte des 19. Jh.  | 15. Juli 1987      | 16              |
| Wohnhaus                                                                 | Wohnhaus                                                                 | Elmpt Laurentiusstraße 15 Karte                         | Anfang des 19. Jh. erbautes zweigeschossiges Wohnhaus in 3 Achsen. Backstein geschlämmt mit Ankersplinten und Walmdach. Das Wohnhaus ist ein Zeugnis für die Geschichte des Ortes. Erhaltung und Nutzung liegen daher aus volkskundlichen und städtebaulichen Gründen im öffentlichen Interesse. | Anfang des 19. Jh.     | 15. Juli 1987      | 17              |
| Kapelle                                                                  | Kapelle                                                                  | Niederkrüchten Magdalenenstraße Karte                   | 1904 erbauter 1-schiffiger Backsteinbau mit 3-seitigem Chorschluss und Backsteinlisenen, datiert in Inschrifttafel über der Tür. Die Kapelle ist ein Zeugnis für die Geschichte des Ortes, Erhaltung und Nutzung liegen daher aus volkskundlichen und städtebaulichen Gründen im öffentlichen Interesse. | 1904                   | 15. Juli 1987      | 22              |
| Bildstock                                                                | Bildstock                                                                | Oberkrüchten Meinfelder Straße Karte                    | Backstein mit halbrunder Apsis, Front mit vorgesetzter Putzfassade des frühen 20. Jahrhunderts, Nische mit Tonnengewölbe. Der Bildstock ist ein Zeugnis für die Geschichte des Ortes Oberkrüchten und der Menschen. Erhaltung und Nutzung liegen daher aus religionsgeschichtlichen, volkskundlichen, lokalhistorischen und städtebaulichen Gründen im öffentlichen Interesse. | Frühes 20. Jh.         | 21. Juli 1993      | 42              |
| Wegekapelle                                                              | Wegekapelle                                                              | Niederkrüchten Mittelstraße Karte                       | 1836 erbaute Wegekapelle, Backsteinoktogen mit Lisenengliederung, geschlämmt. Haubendach aus Schiefer, Inschrifttafel über der Tür mit Jahreszahl. Die Kapelle ist ein Zeugnis für die Geschichte des Ortes Niederkrüchten. Erhaltung und Nutzung liegen daher aus volkskundlichen, künstlerischen und städtebaulichen Gründen im öffentlichen Interesse. | 1836                   | 15. Juli 1987      | 21              |
| Wohnhaus nebst Hofanlage                                                 | Wohnhaus nebst Hofanlage                                                 | Niederkrüchten Mittelstraße 68 Karte                    | Um 1800 erbaute 3-flügelige Hofanlage, die durch eine mit 7 Zinnen bekrönte Mauer und Tordurchfahrt zur Mittelstraße hin geschlossen wird. An der nordwestlichen Grundstücksgrenze befindet sich hinter der Hofanlage eine freistehende Fachwerkscheune. Das Wohnhaus ist 2-geschossig, die östliche Gebäudeseite in 5, die südöstliche in 3 Achsen ausgeführt. Die Mittelachse der östlichen Gebäudefront ist leicht vorgezogen, mit einem Balkon versehen und von einem geschwungenen Giebel bekrönt. Des Weiteren befinden sich im Walmdach kleine Dachhäuschen aus Holz, die ausgeprägte Zierformen tragen. Der First ist durch ein ornamental geformtes Gitter betont. Südöstlich an das Wohnhaus schließt eine schmiedeeiserne Einfriedigung an. Im Erdgeschoss des Wohnhauses sind vier Wandgemälde in Stuckrahmen erhalten. Der Flur ist mit einer Stuckdecke ausgestattet, Türrahmen sind mit Schnitzwerk bekrönt und teilweise mit geätztem Glas versehen. Stuckdecken in den Wohnräumen, Kachelböden und Treppe sind erhalten. Das Anwesen ist ein Zeugnis für die Geschichte des Ortes. Erhaltung und Nutzung liegen daher aus volkskundlichen Gründen im öffentlichen Interesse. | um 1800                | 13. Mai 1987       | 12              |
| Wohnhaus einer Hofanlage                                                 | Wohnhaus einer Hofanlage                                                 | Niederkrüchten Mittelstraße 69 Karte                    | Bei dem Gebäude handelt es sich um das Wohnhaus einer Hofanlage, das im Kern auf das Ende des 18. Jh. zu datieren ist. Um 1870 wurde das ehemals dreiachsige, zweigeschossige Gebäude um eine Achse erweitert und mit einer neuen Fassade versehen. Im Inneren des Hauses ist das Ständerwerk erhalten. Eine Holzvertäfelung des Flurs sowie eine gut gearbeitete Treppe wurden um 1900 eingebaut. Im Obergeschoss sind einige Türen des Barock erhalten geblieben. Das Gebäude ist ein Zeugnis für das Ortsbild des alten Ortskerns von Niederkrüchten. Erhaltung und Nutzung liegen daher aus volkskundlichen und städtebaulichen Gründen im öffentlichen Interesse. | Ende des 18. Jh.       | 26. September 1991 | 40              |
| Wohnhaus                                                                 | Wohnhaus                                                                 | Niederkrüchten Mittelstraße 98/98a Karte                | Ein um die Mitte des 18. Jahrhunderts entstandenes zweigeschossiges Wohnhaus einer Hofanlage, deren Nebengebäude im Einzelnen zwar verändert, jedoch im Ganzen wesentlich für das Gesamtbild sind. Zugehörig zum Denkmalwert sind die abgenommenen Wandmalereien des frühen 19. Jahrhunderts. Der Hof bildet zudem einen wesentlichen Bestandteil des alten Ortskerns von Niederkrüchten in unmittelbarer Nähe der Kirche. Das Gebäude ist damit ein wichtiges Zeugnis für die Geschichte des Orts. Erhaltung und Nutzung liegen daher aus künstlerischen, volkstümlichen, wissenschaftlichen und städtebaulichen Gründen im öffentlichen Interesse. | Mitte 18. Jh.          | 20. April 1982     | 5               |
| Grabkreuz (Schleeker Dell)                                               | Grabkreuz (Schleeker Dell)                                               | Oberkrüchten Oberkrüchtener Weg Karte                   | Sandsteinkreuz mit Inschrift. Das Wegekreuz ist ein Zeugnis für die Geschichte des Ortes Oberkrüchten. Erhaltung und Nutzung liegen daher aus volkskundlichen und städtebaulichen Gründen im öffentlichen Interesse. | 1945                   | 21. Juli 1993      | 44              |
| Wohnhaus nebst Innenausstattung                                          | Wohnhaus nebst Innenausstattung                                          | Niederkrüchten Pannenmühle 67 Karte                     | Im Jahr 1806 erbautes 2-geschossiges massives Backsteingebäude in 4 Achsen und mit Krüppelwalm an den Giebeln. Im Inneren des Gebäudes befinden sich Türen aus dem Kloster Heisterbach, die heute noch mit ihren Beschlägen erhalten sind. Im Erdgeschoss sind in den vorderen Räumen schlichte Stuckdecken erhalten, das 1. Obergeschoss ist vollständig mit Kölner Decken ausgestattet. Die hier enthaltenen Türen stammen aus der Erbauungszeit. Die Treppe ist ebenfalls original erhalten. Zwei kleine Opkammern sind an der hinteren Stelle des rechten Giebels erhalten. Die Innenaufteilung des Gebäudes ist im Obergeschoss vollständig erhalten, im Untergeschoss etwas verändert, aber noch ablesbar. Das Wohnhaus ist ein Zeugnis für die Orts- und Siedlungsgeschichte sowie für die Geschichte des Menschen. Durch die Verwendung von kirchlichem Gut, welches durch die Säkularisation freigesetzt wurde, ist das Gebäude ebenfalls bedeutend für die Rechtsgeschichte. Erhaltung und Nutzung liegen daher aus wissenschaftlichen, volkskundlichen und städtebaulichen Gründen im öffentlichen Interesse. Änderung der Darstellung der wesentlichen charakteristischen Merkmale: „… Im Inneren des Gebäudes befinden sich historische Türen, die vermutlich aus einem im Zuge der Säkularisierung aufgelösten Kloster stammen …“ 11.4.88 | 1806                   | 15. Juli 1987      | 13              |
| Ehem. Mühlengebäude mit anschließendem Fachwerktrakt („Spanisches Haus“) | Ehem. Mühlengebäude mit anschließendem Fachwerktrakt („Spanisches Haus“) | Niederkrüchten Pannenmühle 69 Karte                     | Um 1841 erbautes ehemaligen zweigeschossiges Mühlengebäude mit Krüppelwalmdach. Das heutige Wohnhaus hat früher das Mahlwerk der Mühle beinhaltet. Dieser Teil ist im Inneren durchgebaut, zeigt nach Nord-Ost hin jedoch noch die ursprünglichen Blockrahmenfenster. Die äußere Schmalseite des Gebäudes ist mit Maueranker auf 1841 datiert. Im unteren Teil ist sie aus Naturstein erbaut. Der Ansatz der Mühlradachse ist ablesbar. Der Baukörper aus Fachwerk ist mit seinem gesamten Ständerwerk und Kaminblock erhalten. Kamine befinden sich im Erd- und Obergeschoss, schließen aber an den gleichen Zug an. Sie sind massiv gemauert, rechteckig mit vorn abgeschrägten Ecken und einem Feuerungsloch. Die Gebäude sind ein wichtiges Zeugnis für die Geschichte des Ortes und die Entwicklung der Arbeits- und Produktionsverhältnisse. Erhaltung und Nutzung liegen daher aus volkskundlichen Gründen im öffentlichen Interesse. | 1841                   | 13. Mai 1987       | 10              |
| Wohnhaus                                                                 | Wohnhaus                                                                 | Elmpt Poststraße 9 Karte                                | Das Gebäude ist ein 1800 erbautes Wohnhaus einer als Ganzes denkmalwerten Hofanlage. Der besondere Wert des Hauses ergibt sich aus den im Untergeschoss erhaltenen Wandmalereien aus der Zeit um 1820/30. Die gute Qualität der Architektur und besonders der Ausstattung machen es daher zu einem wichtigen Zeugnis für die Kunst des frühen 19. Jahrhunderts. Der Hof bildet zudem einen wesentlichen Bestandteil des alten Ortskerns von Elmpt. | 1800                   | 20. April 1982     | 2a              |
| Toreinfahrt                                                              | Toreinfahrt                                                              | Elmpt Poststraße 9 Karte                                | Das Torhaus ist ein um 1800 erbauter Teil einer zum Wohnhaus Poststr. 9 in 4055 Niederkrüchten-Elmpt gehörenden Hofanlage. (Das Wohnhaus wurde bereits am 20. April 1982, lfd. Nr. 2, in die Denkmalliste d. Gemeinde Niederkrüchten eingetragen.) Diese Tatsache ist für die historische Einordnung des Wohnhauses wichtig, da das Gebäude eine für Bauernhäuser ungewöhnlich aufwendige Ausstattung besitzt. Das Torhaus bildet den Abschluss der Hofanlage zur Straße. Es zeigt zum Wohnhaus hin eine Fassade mit Lisenengliederung sowie ein Walmdach. Das Torhaus ist bewusst schlicht gehalten, um die Dominanz des Wohnhauses zu erhalten. Dabei diente es als Vermittler zw. dem Wirtschafts- u. Wohntrakt. Das Torhaus ist als Dokumentation d. Hofanlage aus ortsgeschichtl. Gründen bedeutend und bildet aufgrund der Lage in unmittelbarer Nähe der Kirche zudem einen wesentlichen Bestandteil des alten Ortskerns von Elmpt. Darüber hinaus ist das Torhaus aus volkskundlichen Gründen bedeutend, da das Gebäude im Zusammenhang mit dem Wohnhaus das bäuerliche Leben im 19. Jh. dokumentiert. Erhaltung und Nutzung des Torhauses liegen daher gem. § 2 (1) DSchG aus ortsgeschichtlichen und volkskundlichen Gründen im öffentlichen Interesse. | 1800                   | 16. Januar 1990    | 2b              |
| Wohnhaus nebst Hofanlage                                                 | Wohnhaus nebst Hofanlage                                                 | Elmpt Poststraße 11 Karte                               | Wohnhaus und Nebengebäude bilden eine nahezu ganz geschlossene Vierkanthofanlage. Das Wohnhaus ist ein 2-geschossiger Backsteinbau mit Walmdach, das Untergeschoss in 5, das Obergeschoss in 4 Achsen ausgeführt. In der mittleren Achse des Untergeschosses befindet sich die Tür incl. Natursteingewände mit Bezeichnung „Lütters Tevenhof 1793“. Inschrift ca. 20. Jh., Türblatt und Oberlicht nach Mitte 19. Jh. Das Wohnhaus ist im Kern ein Gebäude des 18. Jh., das im ersten Drittel des 20. Jh. stark erneuert wurde. Die barocke Grundform wurde beibehalten. Im Inneren der südlichen Scheune befindet sich die Konstruktion einer Ende des 16. Jh. erbauten Scheune mit vorkragendem Krüppelwalmdach. Sie ist als der älteste erhaltene Teil der Hofanlage anzusehen. Die spätere Flügelbebauung sowie die Erweiterungen der Scheune nach Süden und Osten sind Mitte des 19. Jh. bis Anfang des 20. Jh. entstanden. Der westlich gelegene Stall zeigt im Inneren eine Kappendecke. Die Hofanlage ist ein Zeugnis für das Ortsbild und die Geschichte des Ortes. Erhaltung und Nutzung liegen daher aus volkskundlichen und städtebaulichen Gründen im öffentlichen Interesse. | 1793                   | 15. Juli 1987      | 14              |
| Wohnhaus                                                                 | Wohnhaus                                                                 | Elmpt Poststraße 12 Karte                               | Backsteinhaus des frühen 19. Jahrhunderts mit Resten des Ständerwerks. Aus volkskundlichen Gründen sowie seiner Bedeutung für das Ortsbild von Elmpt liegen Erhaltung und Nutzung im öffentlichen Interesse. | Frühes 19. Jahrhundert | 17. März 1982      | 3               |
| Wegestock                                                                | Wegestock                                                                | Oberkrüchten Püttstraße Karte                           | Backstein, geschlämmt mit Giebel und Nische mit hl. Martinsfigur. Das Wegekreuz ist ein Zeugnis für die Geschichte des Ortes Oberkrüchten. Erhaltung und Nutzung liegen daher aus volkskundlichen und städtebaulichen Gründen im öffentlichen Interesse. | unbekannt              | 21. Juli 1993      | 43              |
| BW                                                                       | Ehemaliges Zollgebäude                                                   | Elmpt Roermonder Straße 75 Karte                        | |                        |                    | 70              |
| Grabstein Pfarrer Jungen                                                 | Grabstein Pfarrer Jungen                                                 | Oberkrüchten Schmutzersweg, Friedhof Oberkrüchten Karte | Schlichtes Kreuz auf einem stufenartig sich verjüngenden Sockel mit Inschrift. Am Kreuz befindet sich ein metallener Christuskorpus. Der Grabstein ist ein Zeugnis für die Geschichte des Ortes Oberkrüchten. Erhaltung und Nutzung liegen daher gemäß § 2 (1) des Gesetzes zum Schutz und zur Pflege der Denkmäler im Land Nordrhein-Westfalen (Denkmalschutzgesetz – DSchG) vom 11. März 1980 (SGV. NRW 224) in der z. Zt. geltenden Fassung aus ortsgeschichtlichen Gründen im öffentlichen Interesse. |                        |                    | 54              |
| Grabstein Pfarrer Schmitz                                                | Grabstein Pfarrer Schmitz                                                | Oberkrüchten Schmutzersweg, Friedhof Oberkrüchten Karte | Schlichtes Kreuz auf einem stufenartig sich verjüngenden Sockel mit Inschrift. Am Kreuz befindet sich ein metallener Christuskorpus. Der Grabstein ist ein Zeugnis für die Geschichte des Ortes Oberkrüchten. Erhaltung und Nutzung liegen daher gemäß § 2 (1) des Gesetzes zum Schutz und zur Pflege der Denkmäler im Land Nordrhein-Westfalen (Denkmalschutzgesetz – DSchG) vom 11. März 1980 (SGV. NRW 224) in der z. Zt. geltenden Fassung aus ortsgeschichtlichen Gründen im öffentlichen Interesse. | 1945                   | 15. Dezember 1993  | 53              |
| Kriegerdenkmal Oberkrüchten                                              | Kriegerdenkmal Oberkrüchten                                              | Oberkrüchten Schmutzersweg, Friedhof Oberkrüchten Karte | An den Seiten abgestufte Natursteinmauer mit eingelassenem Steinkreuz und zwei Gedenktafeln an die Weltkriege. Auf den Stufen befinden sich Opferschalen. Das Kriegerdenkmal ist ein Zeugnis für die Geschichte des Ortes Oberkrüchten. Erhaltung und Nutzung liegen daher gemäß § 2 (1) des Gesetzes zum Schutz und zur Pflege der Denkmäler im Land Nordrhein-Westfalen (Denkmalschutzgesetz – DSchG) vom 11. März 1980 (SGV. NRW 224) in der z. Zt. geltenden Fassung aus ortsgeschichtlichen Gründen im öffentlichen Interesse. | unbekannt              | 15. Dezember 1993  | 57              |
| Hochkreuz Oberkrüchten                                                   | Hochkreuz Oberkrüchten                                                   | Oberkrüchten Schmutzersweg, Friedhof Oberkrüchten Karte | Schlichtes Kleeblattkreuz auf einem mehrfach gestuften Sockel, dem eine giebelartige Deckplatte aufliegt. Aufgestellt in einer Blickachse ist das Kreuz für die Gestaltung des Friedhofs wichtig. Das Hochkreuz ist ein Zeugnis für die Geschichte des Ortes Oberkrüchten. Erhaltung und Nutzung liegen daher gemäß § 2 (1) des Gesetzes zum Schutz und zur Pflege der Denkmäler im Land Nordrhein-Westfalen (Denkmalschutzgesetz – DSchG) vom 11. März 1980 (SGV. NRW 224) in der z. Zt. geltenden Fassung aus ortsgeschichtlichen Gründen im öffentlichen Interesse. | unbekannt              | 15. Dezember 1993  | 58              |
| Wegekreuz                                                                | Wegekreuz                                                                | Varbrook Karte                                          | In der 2. Hälfte des 19. Jh. erbautes Wegekreuz. Sandstein verputzt, Sockel mit Inschrift und neugotischer Nische, Kreuz mit Korpus. Das Wegekreuz ist ein Zeugnis für die Geschichte des Ortes. Erhaltung und Nutzung liegen aus volkskundlichen und städtebaulichen Gründen im öffentlichen Interesse. | 2. Hälfte des 19. Jh.  | 17. Dezember 1987  | 29              |
| Brempter Mühle                                                           | Brempter Mühle                                                           | Brempt Zur Brücke 1 Karte                               | Die Gesamtanlage Brempter Mühle wurde Mitte des 19. Jahrhunderts erbaut. Sie wird aus den zwei nachstehend beschriebenen Bauwerken gebildet: a) Mühlgebäude, Backstein, 2-geschossig, eine Seite verputzt, rückwärtig Mühlrad. b) offene, vierflügelige Hofanlage, Wohnhaus 2-geschossig in 5 Achsen mit Blausteintürgewänden und Sohlbänken, Krüppelwalmdach; Der Erhaltungszustand ist gut. An der Erhaltung und Nutzung der Gesamtanlage besteht aus volkskundlichen Gründen ein öffentliches Interesse, da die Gebäude bedeutend für die Geschichte und Entwicklung der Arbeits- und Produktionsverhältnisse sind. | 19. Jh.                | 12. März 1984      | 7a              |
| Brempter Mühle                                                           | Brempter Mühle                                                           | Brempt Zur Brücke 6-20 Karte                            | Die Gesamtanlage Brempter Mühle wurde Mitte des 19. Jahrhunderts erbaut. Sie wird aus den zwei nachstehend beschriebenen Bauwerken gebildet: a) Mühlgebäude, Backstein, 2-geschossig, eine Seite verputzt, rückwärtig Mühlrad. b) offene, vierflügelige Hofanlage, Wohnhaus 2-geschossig in 5 Achsen mit Blausteintürgewänden und Sohlbänken, Krüppelwalmdach; Der Erhaltungszustand ist gut. An der Erhaltung und Nutzung der Gesamtanlage besteht aus volkskundlichen Gründen ein öffentliches Interesse, da die Gebäude bedeutend für die Geschichte und Entwicklung der Arbeits- und Produktionsverhältnisse sind. | 19. Jh.                | 12. März 1984      | 7b              |